# Yin Zhimeng
Yin Zhimeng (25 de febrero de 1988) es un deportista chino que compitió en taekwondo. Ganó una medalla de bronce en los Juegos Asiáticos de 2010 y una medalla de bronce en el Campeonato Asiático de Taekwondo de 2010.

## Palmarés internacional
| Juegos Asiáticos    | Juegos Asiáticos    | Juegos Asiáticos  | Juegos Asiáticos |
| Año                 | Lugar               | Medalla           | Categoría        |
| ------------------- | ------------------- | ----------------- | ---------------- |
| 2010                | Cantón (China)      | Medalla de bronce | –87 kg           |
| Campeonato Asiático |                     |                   |                  |
| Año                 | Lugar               | Medalla           | Categoría        |
| 2010                | Astaná (Kazajistán) | Medalla de bronce | –87 kg           |